# Jaskinia z Makaronem
Jaskinia z Makaronem – jaskinia na Wyżynie Częstochowskiej w obrębie Wyżyny Krakowsko-Częstochowskiej. Administracyjnie należy do wsi Siedlec w powiecie częstochowskim, w gminie Janów.

## Opis jaskini
Jaskinia z Makaronem znajduje się w skale o wysokości 12 m z dużym głazem na szczycie. Wspinacze skalni nadali jej nazwę Brama Brzegowa. Jej główny otwór o wysokości 0,9 m i szerokości 0,7 m ma południową ekspozycję i znajduje się u podnóża. Po jego prawej stronie prowadzi droga wspinaczkowa Nad makaronem. Nazwa jaskini pochodzi od makaronu – rodzaju cienkich stalaktytów.
Po lewej stronie głównego otworu za 1,5-metrowym prożkiem znajduje się drugi otwór o szerokości 0,2 m i wysokości 0,5 m. Od głównego otworu w głąb skały biegnie meandrujący korytarz o długości 8 m, szerokości 0,6–1 m i wysokości 0,5–1 m. Na jego końcu jest salka z rozwidleniem. Na lewo biegnie w dół niedostępna szczelina, ale na jej przedłużeniu jest ciasny, meandrujący korytarzyk o długości 2,5 m i średnicy 0,5 m. W salce na wysokości 1 m jest otwór, ale niemożliwy do przejścia. Ciągnie się za nim korytarzyk zakończony drugim otworem. Korytarzyk zaczyna się zaciskiem, ale dalej rozszerza się do 1 m i 1,3 m wysokości. Ma długość 7 m.
Jaskinia powstała na dwóch prostopadłych pęknięciach w gruboławicowych wapieniach późnojurajskich. Górny korytarz i końcowa część dolnego korytarzyka powstały w strefie saturacji. Niższe części jaskini powstały już w strefie wadycznej. W stropie na końcu dolnego korytarza znajduje się makaron. Namulisko jaskiniowe w początkowej jej części jest próchniczne, głębiej z domieszką lessu. Przy otworze jaskini rozwijają się mchy i porosty, głębsze części jaskini są ciemne i wilgotne. Liczne są pająki z rodzaju Meta, obserwowano także motyle szczerbówka ksieni i ślimaki pomrowy.
Jaskinię po raz pierwszy opisał M. Czepiel w 2009 r. Autorami planu są D. Lisoń i M. Czepiel.

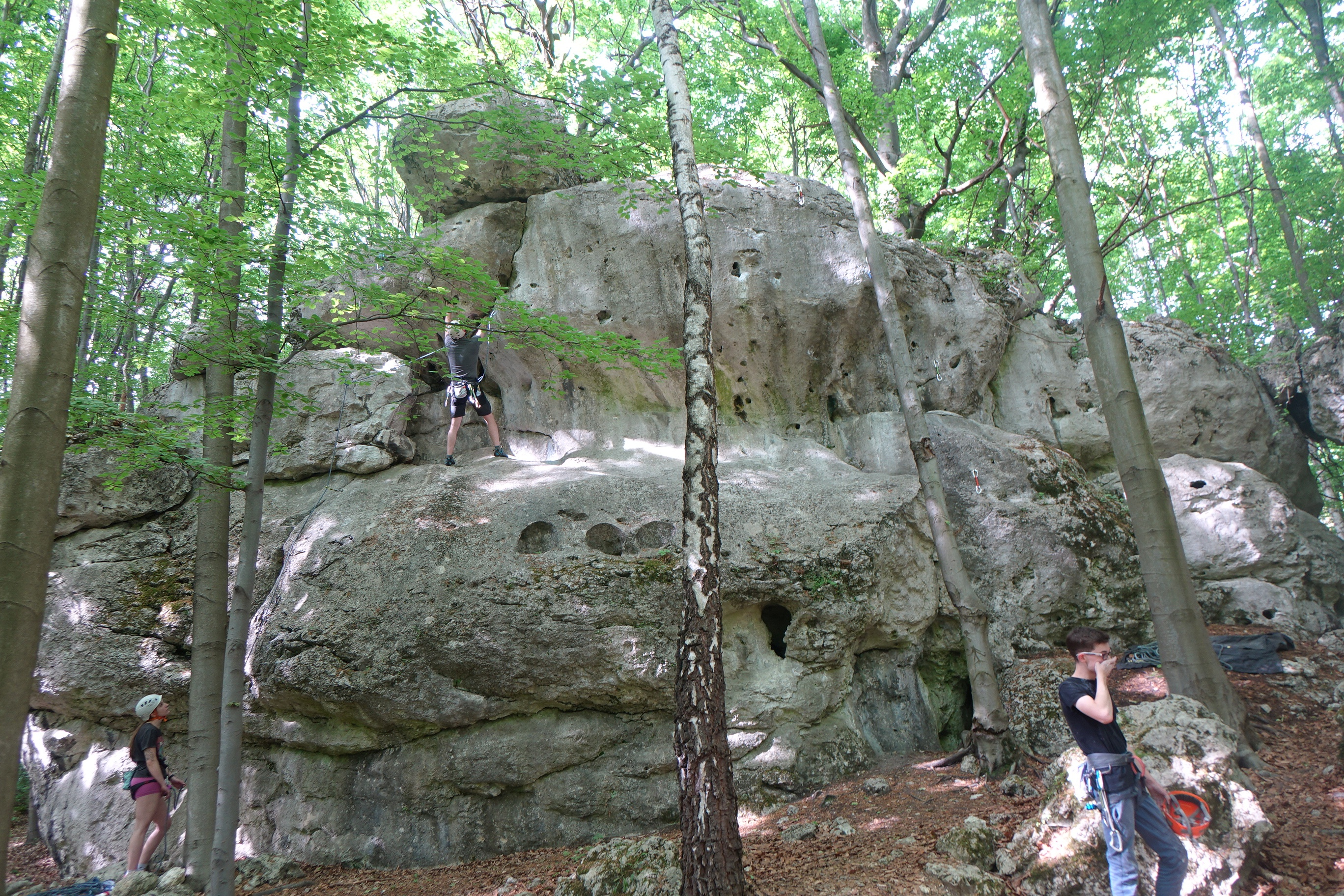
Skała z otworami jaskini (główny zasłonięty drzewem)
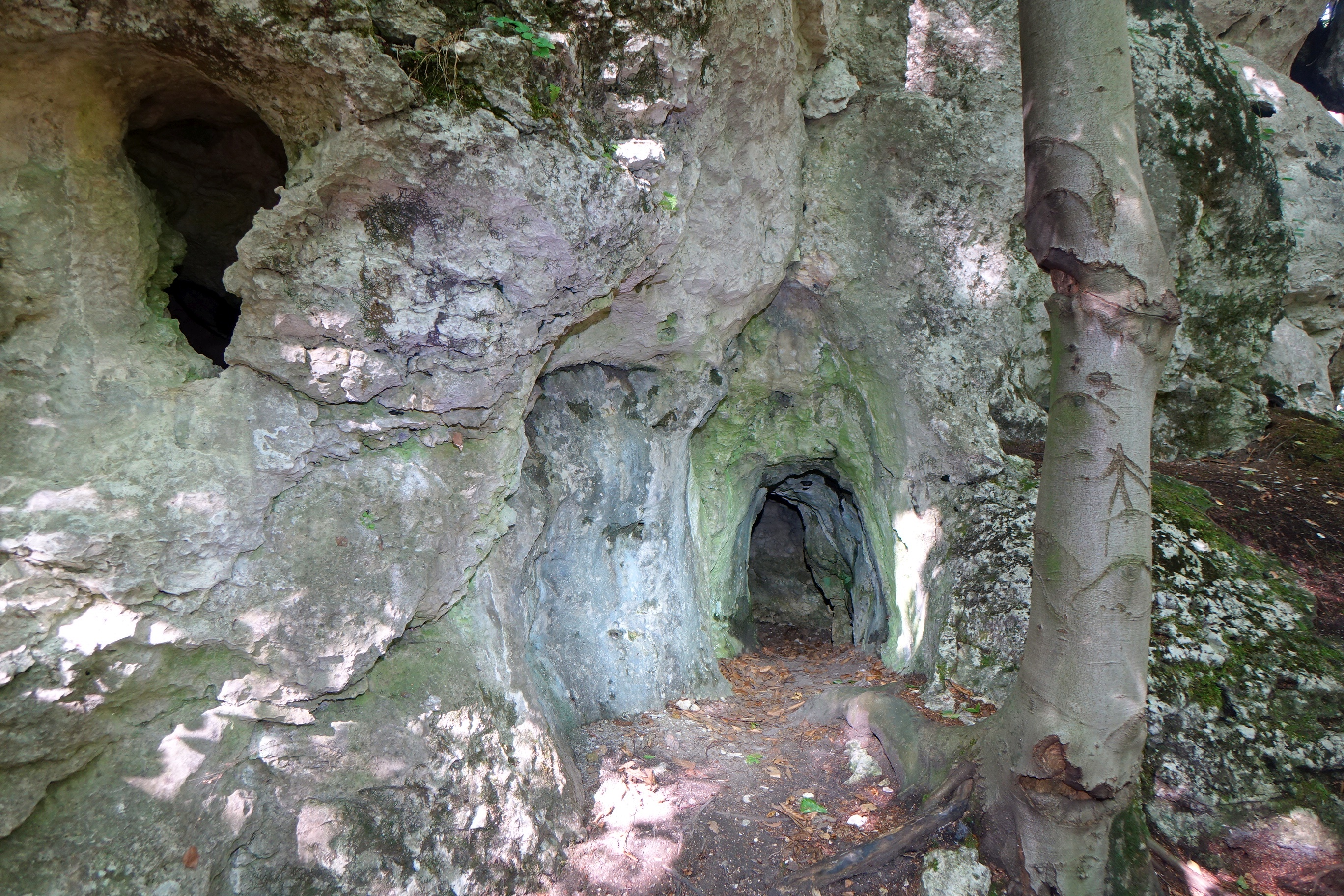
Otwory jaskini
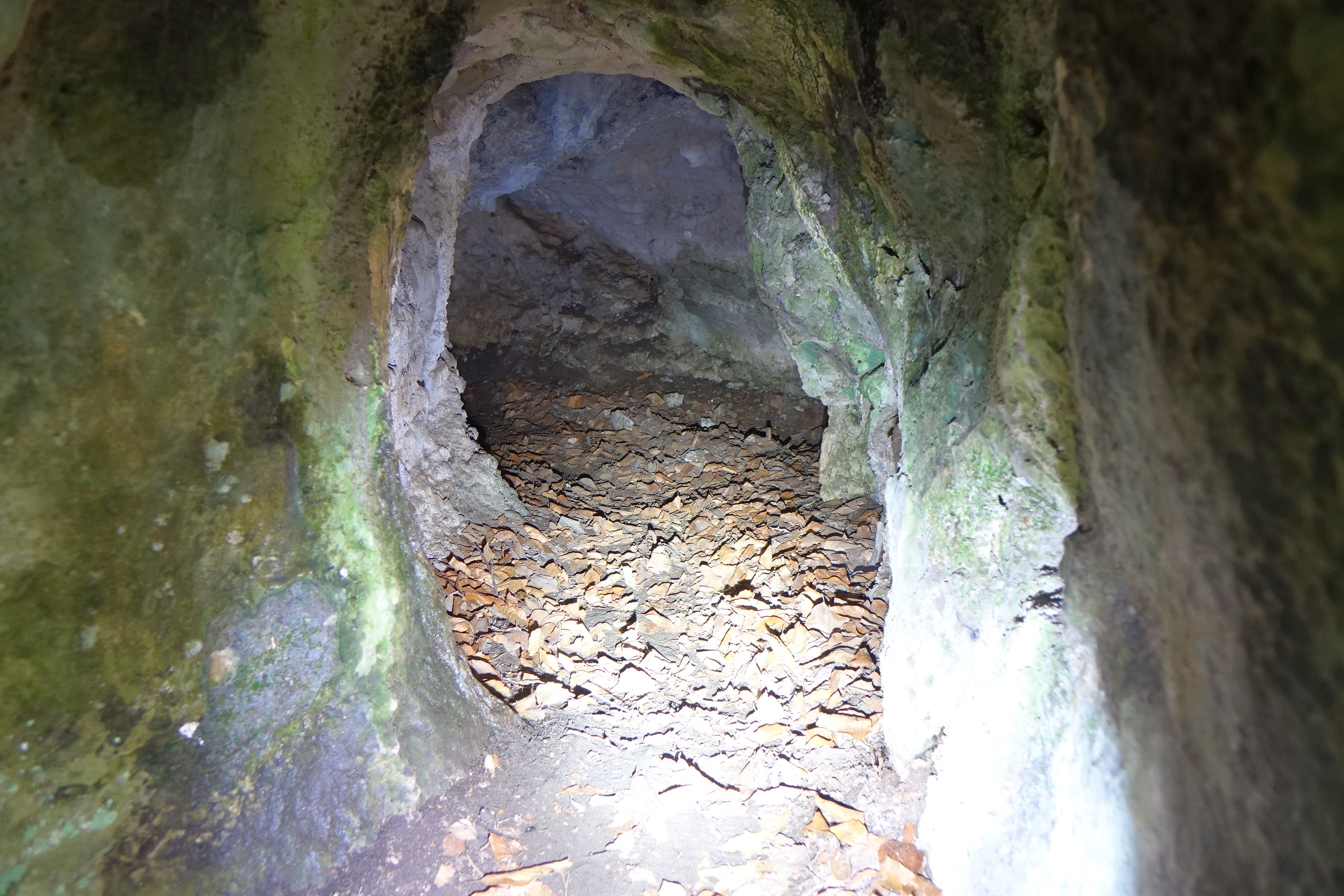
Korytarz za otworem
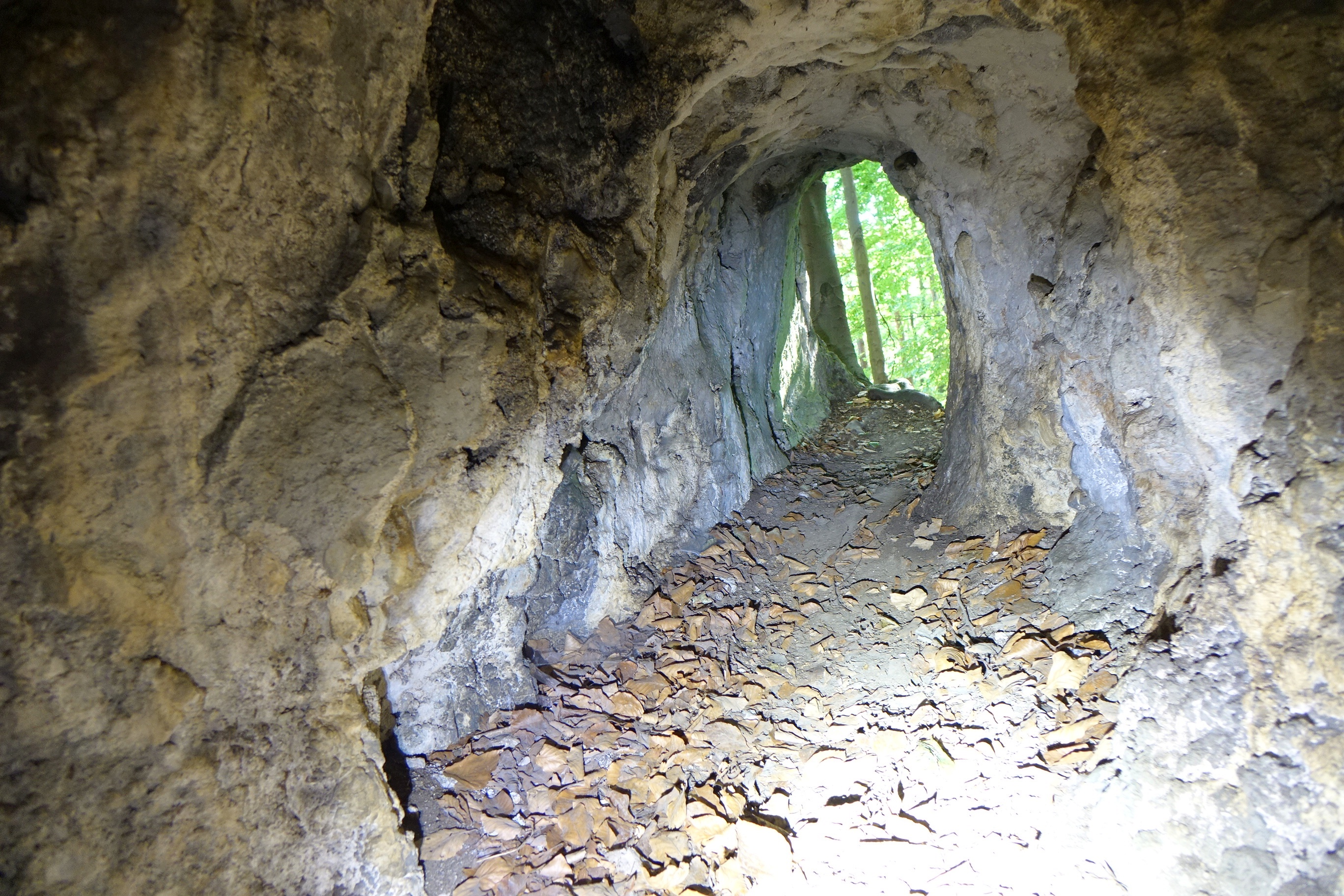
Widok z korytarza

W Bramie Brzegowej znajduje się jeszcze Schronisko obok Jaskini z Makaronem Pierwsze. W położonej tuż po jej zachodniej stronie skale Dinozaur jest Schronisko obok Jaskini z Makaronem Drugie i Schronisko obok Jaskini z Makaronem Trzecie.